# 1903.
◄ | 19. stoljeće | 20. stoljeće | 21. stoljeće | ►
◄ | 1870-ih | 1880-ih | 1890-ih | 1900-ih | 1910-ih | 1920-ih | 1930-ih | ►
◄◄ | ◄ | 1900. | 1901. | 1902. | 1903. | 1904. | 1905. | 1906. | ► | ►►
Arhitektura • Astronomija • Biologija • Film • Fotografija • Glazba • Kazalište • Kemija • Kiparstvo • Knjige • Književnost • Kršćanstvo • Meteorologija • Medicina • Planinarstvo • Politika • Pravo • Promet • Slikarstvo • Strip • Šport • Televizija • Znanost • Zrakoplovstvo • Željeznički promet

## Događaji

### Siječanj – ožujak
- 1. siječnja – Kralj Edvard VII. proglašen indijskim carem.
- 22. siječnja – Ugovor SAD-a i Kolumbije o gradnji Panamskog kanala.
- 3. veljače – Britanci u Kanu svladali nigerijske pobunjenike.
- 3. ožujka – Robert Falcon Scott stiže na najjužniju točku Antarktike.
- 14. ožujka – Senat SAD-a ratificira gradnju Panamskog kanala.

### Travanj – lipanj
- 2. travnja – Krvavi sukob između studenata i policije u Španjolskoj.
- 6. travnja – Dokazano da su dokumenti protiv Dreyfusa bile krivotvorine.
- 14. travnja – Bugari ubijaju 165 muslimana u Makedoniji.
- 25. svibnja – Petar Mišković dolazi u SAD.
- 10. lipnja – Časnici ubili srpskog kralja Aleksandra i kraljicu Dragu.
- 16. lipnja – Henry Ford je u Detroitu osnovao Ford Motor Company, jednog od najstarijih, najutjecajnijih i najpoznatijih svjetskih proizvođača automobila.

### Srpanj – rujan
- 9. kolovoza – Papa Pio X. ustoličen u Rimu
- 12. kolovoza – Kolumbijski Senat odbija ugovor s SAD-om o gradnji Panamskog kanala
- 1. rujna – Makedonski pobunjenici digli u zrak mađarski parobrod, 29 mrtvih
- 8. rujna – Turci ubijaju 50 000 Bugara
- 17. rujna – Turci ubijaju 10 000 ljudi u Makedoniji

### Listopad – prosinac
- 2. studenog – SAD šalje tri ratna broda u Panamu
- 3. studenog – Kolumbijski pobunjenici proglasili nezavisnost Paname
- 6. studenog – SAD priznaje Panamu kao nezavisnu državu
- 6. studenog – U Zagrebu osnovan HAŠK
- 12. studenog – 10 000 Kineski vojnika ulazi u Mandžuriju gdje su Rusi
- 18. studenog – SAD i Kolumbija napokon potpisuju ugovor o izgradnji kanala
- 17. prosinca – Braća Wright izveli prvi let zrakoplovom
- 31. prosinca – Na proslavi Nove godine u Čikaškom kazalištu Iroquois u požaru umire 578 ljudi

### Nepoznat nadnevak
- u Karlovcu radom započinje Hrvatska dionička tvornica kože. Zbog stečaja, 1910. kupuje je Slovenac Andrija Jakil koji proširuje proizvodnju i nastaje tvornica obuće. 1945. tvornica je u državnom vlasništvu i mijenja ime u "Josip Kraš". Nakon privatizacije 1991. dobiva ime Karlovačka industrija obuće d.o.o. – KIO[1] Tvornički kompleks koji se prostirao na 19 tisuća kvadratnih metara srušen je u svibnju 2007. za potrebe njemačkog trgovačkog lanca Lidl koji je kupio zemljište.[2]

- utemeljena je tvrtka „Prvi križevački paromlin i paropila Hinko Švarc i sinovi“ (tvrtka je sagradila mlin za mljevenje pšenice) u Križevcima. Državno mlinsko poduzeće „Kalnik“ kupuje mlin obitelji Švarc 1946. Pretvorba iz društvenog vlasništva u dioničko društvo Mlinar d. d. obavljena je 1993.[3]

- Utemeljena udruga UNITALSI - Talijanska unija za prijevoz bolesnika u Lorudes i međunarodna svetišta.

- U Zagrebu osnovan PNIŠK, prvi nogometni klub u Hrvatskoj koji je u svojem imenu naglasio opredjeljenost za nogomet.

## Rođenja

### Siječanj – ožujak
- 4. siječnja – Jaroslav Šidak, hrvatski povjesničar († 1986.)
- 13. veljače – Georges Simenon, belgijski književnik († 1989.)
- 17. veljače – Sadeq Hedayat, iranski književnik († 1951.)
- 24. veljače – Vladimir Bartol, slovenski književnik († 1967.)
- 26. ožujka – Ivo Žic-Klačić, hrvatski književnik († 1973.)

### Travanj – lipanj
- 25. travnja – Andrej Kolmogorov, ruski matematičar († 1987.)
- 3. svibnja – Bing Crosby, američki pjevač i glumac († 1977.)
- 8. lipnja – Marguerite Yourcenar, belgijska spisateljica († 1988.)
- 21. lipnja – Alf Sjöberg,  švedski kazališni i filmski redatelj († 1980.)
- 25. lipnja – Anne Revere, američka glumica († 1990.)
- 25. lipnja – George Orwell, britanski književnik i novinar († 1950.)

### Srpanj – rujan
- 6. srpnja – Axel Hugo Theodor Theorell, švedski znanstvenik nobelovac, († 1982.)
- 25. kolovoza – Arpad Elo, mađarski šahist († 1992.)
- 11. rujna – Frano Alfirević, hrvatski pjesnik, esejist i putopisac († 1956.)
- 11. rujna – Theodor Adorno, njemački filozof († 1969.)
- 13. rujna – Claudette Colbert, američka glumica francuskog porijekla († 1996.)

### Listopad – prosinac
- 1. studenog – Vladimir Horowitz, američki pijanist ruskog porijekla († 1989.)
- 17. prosinca – Erskine Caldwell, američki književnik († 1987.)
- 28. prosinca – Neumann János, mađarski matematičar, fizičar i izumitelj († 1957.)
- 30. listopada – Krunoslav Draganović, hrvatski povjesničar, svećenik i politički emigrant († 1983.)

## Smrti

### Siječanj – ožujak
- 2. siječnja – Bono Dobroslav Nedić, hrvatski književnik iz BiH (* 1841.)
- 3. siječnja – Alois Hitler, otac Adolfa Hitlera (* 1837.)

### Travanj – lipanj
- 17. travnja – Ivan Jesse Kujundžić, hrvatski književnik (* 1842.)
- 8. svibnja – Paul Gauguin, francuski slikar i grafičar (* 1848.)

### Srpanj – rujan
- 20. srpnja – Papa Lav XIII. (* 1810.)

### Listopad – prosinac
- 23. listopada – Francis Ellingwood Abbot, američki filozof (* 1863.)
- 1. studenog – Theodor Mommsen, njemački povjesničar i političar, Nobelova nagrada za književnost 1902.
- 8. prosinca – Herbert Spencer, britanski filozof i jedan od utemeljitelja sociologije (* 1820.)
- 28. prosinca – George Gissing, engleski književnik (* 1857.)

## Nobelova nagrada za 1903. godinu
- Fizika: Antoine Henri Becquerel, Marie Curie i Pierre Curie
- Kemija: Svante August Arrhenius
- Fiziologija i medicina: Niels Ryberg Finsen
- Književnost: Bjørnstjerne Bjørnson
- Mir: Sir William Randal Cremer

## Vanjske poveznice
|  | Zajednički poslužitelj ima još gradiva o temi 1903. |